# Viviane Lenz
Viviane Lenz (* 23. Juli 1999) ist eine Schweizer Unihockeyspielerin, welche beim Nationalliga-A-Verein UH Red Lions Frauenfeld unter Vertrag steht.

## Karriere

### Verein
Lenz stammt aus dem Nachwuchs des UHC Barracudas Romanshorn und wechselte später in den Nachwuchs der Red Lions Frauenfeld.

### Nationalmannschaft
2015 debütierte Lenz erstmals für die U19-Unihockeynationalmannschaft und nahm mit ihr 2018 an der Weltmeisterschaft teil.